# ФК Сегедин
био ]
ФК Сегедин (мађ. Szeged LC), је био мађарски фудбалски клуб из Сегедина. Клуб је основан 1998. године, укинут 2000. године. Боје клуба су биле
плаво-бело-црно. 

## Успеси клуба
- НБ 2:
  - Друга позиција (1): 1998/99

- НБ 1:
  - Осамнаести (1): 1999/00